# William Henderson (Fußballspieler)
William Henderson (Lebensdaten unbekannt) war ein schottischer Fußballspieler.

## Karriere
William Henderson spielte in seiner Fußballkarriere mindestens im August 1890 für den FC Dumbarton. Dabei kam er am 16. August 1890 bei einem 1:1-Unentschieden gegen den FC Cowlairs im Boghead Park zum Einsatz. Die Saison schloss er mit seinem Team als Schottischer Meister ab.